# Brian Kemp
Pour les articles homonymes, voir Kemp.
Brian Porter Kemp, né le 2 novembre 1963 à Athens (Géorgie), est un homme politique américain. Membre du Parti républicain, il est gouverneur de l'État de Géorgie depuis le 14 janvier 2019.

## Biographie

### Débuts en politique
Brian Kemp fait ses débuts en politique lorsqu'il est élu au Sénat de Géorgie, en pleine vague républicaine locale. Il est réélu de justesse dans sa circonscription d'Athens en 2004. Deux ans plus tard, il se présente pour devenir secrétaire à l'Agriculture, mais il est battu.
En 2010, il est nommé secrétaire d'État par Sonny Perdue lorsque Karen Handel démissionne du poste. Il est ensuite élu pour deux mandats. En tant que secrétaire d'État, il purge massivement les listes électorales de l'État de Géorgie. Des journalistes révèlent qu'en 2016 et 2017 environ 334 000 personnes sur 543 000 auraient été radiées à tort de ces listes. À ce poste, il soutient également les projets de lois sur la liberté religieuse, permettant de discriminer les personnes LGBT pour des raisons religieuses.

### Gouverneur de Géorgie
Lors des élections de 2018, Kemp se présente au poste de gouverneur de Géorgie. En menant une campagne orientée vers la droite du parti, il arrive en deuxième position du premier tour de la primaire républicaine avec 26 % des voix, derrière le lieutenant-gouverneur Casey Cagle (39 %) soutenu par l'establishment local dont le gouverneur sortant Nathan Deal. Entre les deux tours de la primaire, il reçoit le soutien du président Donald Trump et profite des faux-pas de Cagle, qu'il bat sévèrement avec près de 70 % des suffrages.
Durant la campagne pour l'élection générale face à la démocrate Stacey Abrams, il est notamment critiqué pour superviser l'élection à laquelle il participe, en tant que secrétaire d'État. Il annonce d'ailleurs — sans fondement — enquêter sur un hacking des bases électorales par le Parti démocrate quelques jours avant les élections. Il finit par démissionner de son poste de secrétaire d'État, deux jours après avoir remporté l'élection avec 50,3 % des voix. Il doit sa victoire à ses bons scores dans les régions rurales de l'État.
Brian Kemp prête serment et entre en fonction le 14 janvier 2019.
Il signe en mai 2019 une loi interdisant l'avortement après six semaines de grossesse. Les femmes ayant recours illégalement à l'avortement s'exposeront à la prison à vie et à la peine de mort.
En tant que gouverneur, pendant la pandémie de Covid-19, Kemp interdit aux municipalités et aux comtés de mettre en œuvre des mesures plus restrictives que celles édictées par l'État, n'hésitant pas à attaquer la maire d'Atlanta, Keisha Lance Bottoms, qui impose le port du masque dans l'espace public et la fermeture d'établissements non essentiels,. Après des négociations avec la ville, qui autorise notamment la réouverture de certaines entreprises, il met fin à son action en justice.
Il est réélu pour un deuxième mandat de gouverneur 8 novembre 2022 face à la même adversaire.
Alors qu'il n'est constitutionnellement pas éligible à un troisième mandat comme gouverneur lors des élections de 2026, plusieurs cadres du Parti républicain tentent de le convaincre de se présenter contre le sénateur démocrate Jon Ossoff aux élections sénatoriales tenues simultanément. Il annonce finalement en mai 2025 qu'il ne sera pas candidat.